# Accessnät
Accessnät är den del av ett fast telenät som går mellan abonnenten och  teleoperatörens telestation.

## Uppbyggnad

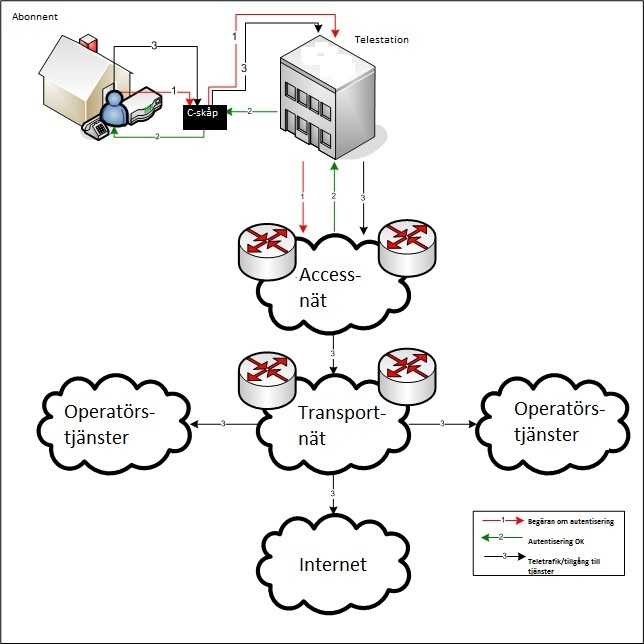
En abonnentuppkoppling till accessnätet

Med accessnät förstås det nätverk av kablage och utrustning som finns mellan en abonnent och en telestation - lokalkabelnätet. Hos abonnenten är denna utrustning ansluten till ett telejack och kan till exempel utgöras av en telefon eller ett modem. I telestationen utgöres ofta anslutningspunkten av en korskoppling.
Accessnätet är ofta en teleoperatörs äldsta och mest värdefulla tillgång eftersom det var med detta nät alla abonnenter anslöts då telefoninäten byggdes ut med början under 1800-talet och som fortfarande utökas efterhand som behov uppstår. Samtidigt är detta nät ofta mycket dyrt att underhålla, eftersom det består av många ingående delar som alla eller var för sig underhållskrävande. Ett exempel på detta är en stolplinje med en kopparledning och kopplingsplintar, där alla linjens ingående delar måste underhållas. 
Nätets uppbyggnad är komplex och är på grund av sin natur svårt att administrera och detaljkontrollera.
Under 1960- och 1970-talet förekom att kopparledningarna i accessnät på olika håll i världen ersattes med aluminiumkablar till följd av de höga råvarupriserna, men detta har delvis medfört betydligt högre underhålls- och investeringskostnader eftersom aluminium till skillnad från koppar är betydligt känsligare för skador och följaktligen åldras på ett annat sätt. Detta gör att dagens krav på höga överföringshastigheter kan vara svåra att tillgodose i aluminiumbaserade accessnätsdelar.
Accessnätets värde består i grund och botten i att den operatör som äger ett sådant nätverk är den som kontrollerar en kunds anslutningsmöjligheter till en teleoperatör. I länder med avreglerad telemarknad, där abonnenten är fri att välja operatör, måste följaktligen den operatör som inte äger accessnätet, och därmed den fysiska anslutningen till abonnenten, betala en samtrafikavgift till nätägaren.

## Accessnätets framtid
Accessnätet är föremål för stort intresse eftersom den tekniska utvecklingen gör att operatörerna får minskade inkomster från standardtelefoni när allt fler går över till mobiltelefoni och andra kommunikationslösningar. Detta, tillsammans med att accessnäten som i många fall tillhör tidigare statliga verk (till exempel Televerket) öppnats för konkurrens från andra operatörer, gör att accessnätägare fortlöpande ser över nya sätt att få inkomster från näten. Sådana möjligheter kan ligga i bredbandstekniker som xDSL.
Accessnäten förändras ständigt. Bland annat byts kopparanslutningarna, där så anses ekonomiskt försvarbart, ut mot fiberkablage för att tillgodose ökade krav på överföringshastighet i takt med att kunderna kräver andra tjänster som till exempel IP-telefoni och IP-TV. Då en anslutning till en bostad består av optofiberkabel kallas detta för FTTH, Fibre To The Home.

## Accessnät för mobil anslutning
- GERAN
- UTRAN
- CDMA2000
- GSM
- UMTS
- 1xEVDO
- WiFi
- WiMAX